# Stefan Holzner
Stefan Holzner (* 20. Mai 1968 in Bad Reichenhall) ist ein ehemaliger deutscher Triathlet und fünffacher Ironman-Sieger (1995–2004). 

## Werdegang
Der gelernte Koch Stefan Holzner spielte in seiner Jugend Tennis und wurde mit 16 Jahren bayerischer Meister.
Er begann 1989 mit Triathlon, startete seit 1991 als Triathlon-Profi und im Juni 1997 belegte er bei den ITU-Weltmeisterschaften im Zuge des „Triathlon International de Nice“ den elften Rang.
Seine Stärke war das Radfahren und seine Ironman-Bestzeit liegt bei 8 Stunden und 9 Minuten (1999). Seit 2003 gehörte er dem Opel-Triathlon Team an und er startete für den TSV Bad Reichenhall. Er konnte 2003 und 2004 den Ironman Germany in Frankfurt am Main gewinnen.
2004 wurde er in Kulmbach Deutscher Meister auf der Triathlon-Mitteldistanz, nachdem er im Vorjahr schon Vizemeister war.
Im Jahr 2006 erklärte er seine sportliche Karriere für beendet. Er betreibt ein Hotel am Thumsee bei Bad Reichenhall. Holzner ist seit 1997 verheiratet und hat zwei Kinder.

## Auszeichnungen
- Reichenhaller Ehrennadel, 2018[5]

## Sportliche Erfolge
| Datum/Jahr    | Rang | Wettbewerb                                         | Austragungsort | Zeit     | Bemerkung                                                         |
| ------------- | ---- | -------------------------------------------------- | -------------- | -------- | ----------------------------------------------------------------- |
| 14. Aug. 2004 | 1    | DTU Deutsche Meisterschaft Triathlon Mitteldistanz | Kulmbach       | 04:09:39 | Deutscher Meister Mitteldistanz                                   |
| 26. Aug. 2003 | 2    | DTU Deutsche Meisterschaft Triathlon Mitteldistanz | Kulmbach       | 04:22:59 | Hinter Norman Stadler Deutscher Vizemeister auf der Mitteldistanz |
| 6. Mai 2001   | 5    | Siegerland-Cup                                     | Buschhütten    |          | 1 km Schwimmen, 41,7 km Radfahren und 10 km Laufen                |

| Datum/Jahr    | Rang | Wettbewerb                                      | Austragungsort   | Zeit     | Bemerkung                                                                                     |
| ------------- | ---- | ----------------------------------------------- | ---------------- | -------- | --------------------------------------------------------------------------------------------- |
| 10. Juli 2005 | 65   | Ironman Germany                                 | Frankfurt        | 09:35    |                                                                                               |
| 11. Juli 2004 | 1    | Ironman Germany                                 | Frankfurt        | 08:11:43 | [ 6 ]                                                                                         |
| 13. Juli 2003 | 1    | Ironman Germany                                 | Frankfurt        | 08:12:27 |                                                                                               |
| 19. Okt. 2002 | 20   | Ironman Hawaii                                  | Hawaii           | 08:59:00 | mit der fünftschnellsten Radzeit                                                              |
| 25. Aug. 2002 | 3    | Ironman Canada                                  | Penticton        | 08:43:54 |                                                                                               |
| 25. Mai 2002  | 2    | Ironman Lanzarote                               | Playa del Carmen | 08:56:23 | Zweiter hinter dem Dänen Peter Sandvang                                                       |
| 3. März 2001  | 3    | Ironman New Zealand                             | Taupō            | 08:30:05 |                                                                                               |
| 27. Aug. 2000 | 2    | Ironman Canada                                  | Penticton        | 08:42:56 |                                                                                               |
| 20. Mai 2000  | 2    | Ironman Lanzarote                               | Playa del Carmen | 08:49:17 |                                                                                               |
| 5. Feb. 2000  | DNF  | Ironman South Africa                            | Kapstadt         | –        |                                                                                               |
| 23. Juli 2000 | 4    | Ironman Austria                                 | Klagenfurt       | 08:19:23 |                                                                                               |
| 1999          | DNF  | Ironman Hawaii                                  | Hawaii           | –        |                                                                                               |
| 12. Juli 1999 | 2    | Ironman Austria                                 | Klagenfurt       | 08:09:29 | persönliche Ironman-Bestzeit                                                                  |
| 15. März 1998 | 5    | Ironman New Zealand                             | Auckland         | 08:53:53 |                                                                                               |
| 19. Juli 1998 | 1    | Ironman Austria                                 | Klagenfurt       |          |                                                                                               |
| 8. Juni 1997  | 11   | ITU Long Distance Triathlon World Championships | Nizza            | 05:52:25 | 1997 wurde die ITU-Weltmeisterschaft im Zuge des Triathlon International de Nice ausgetragen. |
| 1997          | 3    | Almere-Triathlon                                | Almere           | 08:09:38 |                                                                                               |
| März 1997     | 2    | Ironman New Zealand                             | Auckland         | 08:46:09 |                                                                                               |
| 7. Sep. 1996  | 16   | ITU Long Distance Triathlon World Championships | Muncie           |          | Triathlon-Weltmeisterschaft auf der Langdistanz                                               |
| 3. März 1996  | 1    | Ironman New Zealand                             | Auckland         | 08:54:10 |                                                                                               |
| 1995          | 1    | Ironman New Zealand                             | Auckland         | 08:51:06 |                                                                                               |
| 1994          | 5    | Ironman New Zealand                             | Auckland         | 08:58:41 |                                                                                               |

(DNF – Did Not Finish)